# Snowboard na ZOI 1998.
Natjecanje u snowboardu prvi put se našlo u programu zimskih olimpijskih igara u Naganu 1998. Muškarci su se natjecali u veleslalomskoj disciplini, dok su se žene natjecale u disciplini halfpipe.

## Muško natjecanje

### Veleslalom
| Medalja | Sportaš         | Vrijeme |
| Zlato   | Ross Rebagliati | 2:03.96 |
| Srebro  | Thomas Prugger  | 2:03.98 |
| Bronca  | Ueli Kestenholz | 2:04.08 |

## Žensko natjecanje

### Halfpipe
| Medalja | Sportašica           | Vrijeme |
| Zlato   | Nicola Thost         | 74.6    |
| Srebro  | Stine Brun Kjeldaas  | 74.2    |
| Bronca  | Shannon Dunn-Downing | 72.8    |